# Helgi Muller
Helgi Muller (bis 1952 Helgi Orr, * 5. Oktober 1932 in Viljandi; † 6. Dezember 1971 in Tallinn) war eine estnische Schriftstellerin, Übersetzerin und Kinderbuchautorin.

## Leben
Muller entstammt einer Arbeiterfamilie und machte 1951 in Viljandi Abitur. Im gleichen Jahr schrieb sie sich an der Universität Tartu ein, wo sie nach anfänglichem Studium der Rechtswissenschaft, Logik und Psychologie 1963 ihren Abschluss als Externe im Fach Journalistik machte. Ab 1960 hatte sie verschiedene Anstellungen inne, von 1963 an war sie freischaffende Autorin.
Helgi Muller schied am 6. Dezember 1971 freiwillig aus dem Leben.

## Werk
Muller debütierte in derselben Lyrikkassette wie Rudolf Rimmel und Aleksander Suuman und wurde in der Kritik freundlich-lobend erwähnt, aber auch kritisch-negativ bewertet: Es fehlen trotz einiger gelungenen Gedichte die „poetische Handschrift“ und eine „für eine Dichterin notwendige Sparsamkeit im Umgang mit Worten.“
Es folgten noch zwei weitere Gedichtsammlungen und zwei Gedichtbücher für kleine Kinder (Weißbrotblume und Schwarzbrotblume, 1970; Die Trickkurbel, 1971). Außerdem übersetzte Helgi Muller aus dem Russischen, Finnischen, Lettischen und Litauischen.

## Bibliografie
- Tähesärk. Luuletusi 1962–1963 ('Sternenhemd. Gedichte 1962–1963'). Tallinn: Eesti Riiklik Kirjastus 1963. 80 S. (Noored autorid 1963)
- Laulud ratastel. Luuletusi 1962–1966 ('Lieder auf Rädern. Gedichte 1962–1966'). Tallinn: Eesti Raamat 1966. 120 S.
- Linnulina. Luuletusi 1966–1969 ('Vogelflachs. Gedichte 1966–1969'). Tallinn: Eesti Raamat 1970. 78 S.
- Saialill ja leivalill ('Weißbrotblume und Schwarzbrotblume'). Tallinn: Eesti Raamat 1970. 28 S.
- Vigurivänt ('Die Trickkurbel'). Tallinn: Eesti Raamat 1971. 32 S.